# 平井理子
平井 理子（ひらい りこ、3月25日 - ）は、日本の女性声優。

## 略歴
小さい頃からアニメはたくさん見ており、魔法少女ものが多かったという。映画も吹き替えの声を意識して見ていたという。「なりたいな」というのはいくつかあったが、小学6年生か中学1年生の頃から「お芝居をやりたいな」というのはおぼろげなら思っており、演劇部に所属してたりもしていたという。しかし声優になるには具体的にどうしたらいいのか分からず、その中でも一番遠い夢だと思っていたという。小学校で音楽の非常勤講師の仕事をしており、音楽もしたかったが、「声優になりたい」という夢は持っていたという。しかし相変わらずどうやってなったらいいか分からず、養成所に通うというくらいは分かったが、その養成所も閉鎖してしまったという。その時にオーディションの話をもらい、アズリードカンパニーの人物に出会って、声優としての活動を始める。
以前はアズリードカンパニー、talk back大阪校、Hyper Voice Managements、ケンユウオフィスに所属していた。

## 人物
声種はメゾソプラノ-アルト。
趣味は旅行・アロマテラピー。特技はドラム演奏、沖縄民謡。

## 出演
太字はメインキャラクター。

### テレビアニメ
2004年
- Wind -a breath of heart-（月代彩）

2006年
- スーパーロボット大戦OG -ディバイン・ウォーズ-（ラトゥーニ・スゥボータ）

2010年
- スーパーロボット大戦OG -ジ・インスペクター-（ラトゥーニ・スゥボータ）
- 夢色パティシエール（安堂一太）

2012年
- リトルバスターズ!（あーちゃん先輩）

2022年
- かぎなど（あーちゃん先輩）

### 劇場アニメ
- カゲロウデイズ -in a day’s-（2016年）
- 劇場版 クドわふたー（2021年、あーちゃん先輩[9]）

### OVA
2004年
- Wind -a breath of heart-（月代彩）
- ねとらん者 THE MOVIE（任意たん）

2005年
- スーパーロボット大戦ORIGINAL GENERATION THE ANIMATION（ラトゥーニ・スゥボータ）

2014年
- リトルバスターズ! EX（あーちゃん先輩）

### ゲーム
2003年
- Wind -a breath of heart-（月代彩）

2004年
- 風ノ唄（籐子）
- CROSS†CHANNEL 〜To all people〜（七香）

2006年
- 神曲奏界ポリフォニカ（コーティカルテ・アパ・ラグランジェス）

2007年
- スーパーロボット大戦OG ORIGINAL GENERATIONS（ラトゥーニ・スゥボータ）
- スーパーロボット大戦OG外伝（ラトゥーニ・スゥボータ）

2008年
- SWITCH（NEUT ニュート）
- 桃色大戦ぱいろん（白白先生）

2009年
- narcissu 3rd -Die Dritte welt-（イリス）

2010年
- pop'n music portable（ラブリーキャットポップ「chat!chat!chat!」ボーカル担当)

2012年
- 葬送鬼レギナルト（コーティカルテ・ライヒシュタイン）
- 第2次スーパーロボット大戦OG（ラトゥーニ・スゥボータ）
- 東京バベル（天道奈留）

2013年
- クドわふたー -Convert Edition-（あーちゃん先輩）
- スーパーロボット大戦OG INFINITE BATTLE（ラトゥーニ・スゥボータ）

2014年
- もっと 姉、ちゃんとしようよっ! +PLUS（一条鈴音）

2015年
- サウザンドメモリーズ（刃鷹の侵戦士テレサ、纏火の剣少女リルファナ）
- 限界凸起 モエロクリスタル（サタン）

2016年
- スーパーロボット大戦OG ムーン・デュエラーズ（ラトゥーニ・スゥボータ）

2017年
- 限界凸城 キャッスルパンツァーズ（サタン）
- ニル・アドミラリの天秤 クロユリ炎陽譚
- カタハネ ―An' call Belle―（ニコラ・ロッカ、チョコ、フローラ）
- 忍び、恋うつつ ― 甘蜜花絵巻 ―

2023年
- スーパーロボット大戦DD（ラトゥーニ・スゥボータ）

### 吹き替え
- ベロニカは死ぬことにした

### パチンコ
- ぱちんこCR スーパーロボット大戦OG（2016年、ラトゥーニ・スゥボータ）

### ドラマCD
- Wind -a breath of heart- STORIES［calling］（月代彩）
- Wind -a breath of heart- DRAMA CD from TV Animation（月代彩）
- モエかん&Wind コラボレーションドラマCD〜Make a Wish 真夏の饗宴〜（月代彩）
- ドラマCD 久遠の絆 平安編（2004年、安倍晴明（幼少時代））
- Wind / はるのあしおと ドラマCDセット [reminiscence]（月代彩、真由美）
- スーパーロボット大戦ORIGINAL GENERATION オリジナルドラマCD Vol.1 - 3（ラトゥーニ・スゥボータ）
- ぷちでぃーば!のミッションリターンズCD〜狼なんか怖くない〜 ボイスドラマ[Flog's Prince]（2007年、ナレーション、魔女 他）
- ドラマCD ショショリカ（2007年、アントシアニー＝エダ）
- ALCAドラマCD Lyric.Ⅰ『ALCA〜夜明けのクロト〜』（アサト）[15]
- サウンドドラマ 神曲奏界ポリフォニカ エイフォニック・ソングバード（2013年、コーティカルテ・アパ・ラグランジェス[16]）

### その他
- ミリタリーDVDマガジン GUNNER 2 - 7 ナレーション（大洋図書）
- ミリタリーDVDマガジン GUNNER 増刊号 ナレーション（大洋図書）
- 明石市立天文科学館プラネタリウム一般投影プログラム「宇宙観光旅行時代」内ドラマ「銀河鉄道の夜」（ジョバンニ・カムパネルラ）
- 秋葉原もんきーそふと・もんきーねっと 店頭ナレーション
- 就職情報サイト「就活ファール」ナレーション
- クレジットカード一元管理アプリ「CRECO」企業VP
- 片倉工業「コクーンシティ」サイトナレーション

### 舞台
- SHAFT 6th PERFORMANCE『九龍迷廊-Kowloon maze-』ケイティー・リリー（麗麗）役（2006年6月23日 - 25日、東京大塚・萬スタジオ）
- 『ALCA Live Capsule Act』アサト役  (2012年11月17日 田町Studio Cube 326)

## ディスコグラフィ
| 発売日         | 商品名                                                               | 歌 | 楽曲                                     | 備考                                                              |
| -------------- | -------------------------------------------------------------------- | --- | ---------------------------------------- | ----------------------------------------------------------------- |
| 2005年12月29日 | soar.                                                                | 鳴風みなも（倖月美和）、丘野ひなた（笠井律子）、藤宮望（岡田純子）、藤宮わかば（あおきさやか）、月代彩（平井理子） | 「Magical Wish」 「Wind -ver. quintet-」 | テレビアニメ『Wind -a breath of heart-』関連曲                    |
| 2011年4月6日   | スーパーロボット大戦OG ジ・インスペクター オリジナルサウンドトラック | 平井理子、貝原怜奈                                                                                                 | 「Fairy Dang-Sing〜月下に妖精は舞う」    | テレビアニメ『スーパーロボット大戦OG -ジ・インスペクター-』挿入歌 |
| 2012年12月29日 | Panorama VA Compilation CD Vol.4                                     | 平井理子 | 「First Emotion」                        |                                                                   |